# Regneark
Et regneark (engelsk: spreadsheet) er et computerprogram, som præsenterer en 2-dimensionel tabel, hvori der kan indtastes tal eller andre data, og ved hjælp af brugerdefinerede formler kan man lave automatiske beregninger med de indtastede data.
Regnearket kan opfattes som et stykke kvadreret papir (hvor tekstbehandling handler om linjeret papir). Her kan man så inddele sit problem i rækker og kolonner, inddatere især tal og måske datoer – og på baggrund heraf foretage enkle beregninger som f.eks. summen af en kolonne, gennemsnit osv.
Der vil ofte også være mulighed for mere avancerede funktioner og analyse af data, for eksempel tidsserier, som et regnearksprogram kan fremvise i forskellige grafiske repræsentationer, f.eks. søjle- og lagkagediagrammer.
Det mest afgørende er dog, at man kan ændre i sit regneark – hvorefter der dannes et nyt billede af situationen. Det er især populært ved konsekvensberegninger.
Regneark distribueres ofte som en del af en kontorautomationsprogrampakke.

## Historie
Det første regneark var VisiCalc som blev udviklet til Apple II i 1979. VisiCalc regnes for den første egentlige killerapplikation (dvs. et program som er så populært, at folk vil købe en bestemt type computer alene for at bruge programmet), og det var således med til at popularisere brugen af mikrocomputere i erhvervslivet. Senere kom VisiCalc også til adskillige andre maskintyper, deriblandt IBM-kompatible pc'er.
Regnearket Lotus 1-2-3 fra 1983 blev en killerapplikation for pc'en. Det overtog hurtigt markedet fra VisiCalc og blev det dominerende regneark til MS-DOS gennem en årrække. Lotus 1-2-3 var det første regneark med mulighed for grafiske præsentationer af dataene, men de skulle oprindeligt laves med et selvstændigt program, som ikke kunne udføres samtidigt med selve regnearksprogrammet.

## Liste over regnearks-programmer
- VisiCalc
- Microsoft Excel Det for tiden mest populære program til Microsoft Windows
- Quattro Pro
- Lotus 1-2-3 – Det mest populære program i MS-DOS-perioden
- LibreOffice Calc – Open source-program til de fleste operativsystemer
- Gnumeric – en del af GNOME
- KSpread – en del af KOffice til KDE